# Especifisme
L'especifisme és una tendència d'activisme anarquista que propugna que els anarquistes han d'organitzar-se específicament, com anarquistes, per aleshores treballar amb els moviments socials. Sorgit com a resultat de les experiències anarquistes a Amèrica del Sud durant l'última meitat del segle XX que comença amb la Federació Anarquista Uruguaiana (FAU), que va ser fundada el 1956 per anarquistes que van tenir la necessitat d'una organització que fos específicament anarquista.
L'especifisme es resumeix com: 
- La necessitat d'una organització específica anarquista construïda prop d'una unitat d'idees i praxis.
- L'ús de l'organització específica anarquista per teoritzar i desenvolupar polítiques estratègiques i l'organització de treballs.
- La participació activa en la construcció de moviments socials autònoms i populars a través de la inserció social.[1]

## Estructura orgànica
L'especifisme avui abraça els següents punts: 
- L'organització anarquista estructurada de forma federativa, en altres termes, amb un sistema de comissió i execució dels casos, funcional, perquè es pugui dispersar en una gran àrea geogràfica sense tenir necessitat de fer assemblees i grans trobades freqüents.
- La pràctica i teoria remuntades a l'ara i per a l'específic del temps i lloc on l'organització s'insereix.
- Una organització anarquista governada per una «Declaració de principis», «Carta orgànica», l'"estratègia en el sentit estricte» i l'«estratègia general». L'estratègia en sentit estricte són els objectius en el període curt de l'organització, i l'estratègia en el sentit general són els objectius en el període llarg.
- L'acció a la vora dels moviments socials es governa a la diferenciació del nivell polític-ideològic i el nivell social. El nivell polític-ideològic ha d'anar al nivell social en dinamitzar -els moviments socials i populars- però no per no intentar fer-ho «anarquista», sinó, més combatiu. El moviment social no ha de tenir ideologia política, perquè el seu paper és unir-se, i no partidaritzar. Aliar-se a altres forces polítiques sense perdre l'espai de l'elaboració.
- La federació s'estructura als nuclis dels barris i ciutats on actua, i els nuclis posseeixen autonomia tàctica, però no estratègica. És freqüent revaluar l'estratègia i el pla de treball i es reajusten segons l'anàlisi de conjuntura en un concili federal que recull la política de cada nucli.

## Influència
Altres organitzacions que proposen l'especifisme inclouen la Federação Anarquista Gaúcha (FAG), la Federação Anarquista Cabocla (FACA), la Federação Anarquista do Rio de Janeiro (FARJ), (totes aquestes de Brasil), la Red Libertaria de Buenos Aires, Columna Libertaria Joaquin Penina i l'Errico Malatesta de l'Argentina. L'especifisme conté algunes conclusions similars a la «plataforma d'organització» del plataformisme, tanmateix els proponents de l'especifisme afirmen que aquest es tracta d'un model diferent, més flexible i pràctic.